# Alexander Medina
Alexander Jesús Medina Reobasco (Salto, 8 agosto 1978) è un allenatore di calcio ed ex calciatore uruguaiano, di ruolo attaccante.

## Palmarès

### Giocatore

#### Competizioni nazionali
- Campionato uruguaiano: 1

Nacional: 2005